# Hydra thomseni
Hydra thomseni is een hydroïdpoliep uit de familie Hydridae. De poliep komt uit het geslacht Hydra. Hydra thomseni werd in 1941 voor het eerst wetenschappelijk beschreven door Cordero. 